# Арнолд фон Хамерщайн
Арнолд фон Хамерщайн-Райнек (на немски: Arnold (II) von Hammerstein, Burggraf von Rheineck; * ок. 1244; † сл. 1288) от фамилията на бургграфовете на имперския замък Хамерщайн на река Рейн до Хамерщайн в Рейнланд-Пфалц, е бургграф на замък Райнек на Рейн при Брайзиг в Рейнланд-Пфалц.

## Произход
Той е вторият син на бургграф Йохан I фон Хамерщайн († сл. 1230) и внук на Лудвиг III фон Хамерщайн († 1204). Брат е на бургграф Фридрих I фон Хамерщайн († ок. 1262) и на Юта фон Хамерщайн († сл. 1277), омъжена за маршал Вилхелм III фон Хелфенщайн († сл. 1256) и за Вилхелм фон Елц († сл. 1278).

## Фамилия
Арнолд фон Хамерщайн-Райнек се жени за Гуда фон Рененберг († сл. 1268), дъщеря на Конрад фон Рененберг († 1249). Те имат пет деца:
- Лудвиг IV фон Хамерщайн, бургграф фон Райнек (* ок. 1278; † сл. 1312), рицар, женен за Катарина фон Мероде († сл. 1302); имат четири деца:
  - Арнолд фон Хамерщайн (* пр. 1300; † сл. 1302)
  - Лудвиг V фон Хамерщайн (* пр. 1311; † ок. 1335), женен за Изалда фон Изенбург-Браунсберг († сл. 1335), дъщеря на граф Йохан I фон Изенбург-Браунсберг († 1327) и Агнес фон Изенбург-Гренцау († 1314); имат четири сина
  - Йохан фон Хамерщайн (* пр. 1318; † сл. 1328)
  - Маргарета фон Хамерщайн (* пр. 1325; † сл. 1335), омъжена ок. 1311 г. за бургграф Йохан III фон Райнек († сл. 1356), син на бургграф Йохан II фон Райнек († сл. 1303) и Елизабет фон Изенбург-Аренфелс († сл. 1366)
- Алберт фон Хамерщайн (* пр. 1272; † сл. 1315)
- Арнолд фон Хамерщайн (* пр. 1288; † сл. 1301), женен за Елизабет († сл. 1288)
- Фридрих фон Хамерщайн (* пр. 1288; † 1335/1337)
- дъщеря фон Хамерщайн († сл. 1316), омъжена за рицар Йохан фогт фон Лойтесдорф

## Галерия
- Останки от кула на замък Хамерщайн
- Замъкът Хамерщайн
- Замък Райнек
- Замък Райнек ок. 1860